# José Conesa Arteaga
José Conesa Arteaga (f. Madrid, 15 de marzo de 1939) fue un político español de significación comunista.

## Biografía
Miembro de las Juventudes Socialistas Unificadas (JSU) y del Partido Comunista de España (PCE), tras el estallido de la Guerra civil se unió a las fuerzas republicanas. En diciembre de 1936 fue puesto al frente de una brigada especial de la policía, encargada de la localización y detención de elementos quintacolumnistas. Más adelante pasaría a formar parte del comisariado político del Ejército Popular de la República. Durante la contienda ejerció como comisario de la 53.ª Brigada Mixta y de la 7.ª División, todas ellas desplegadas en el frente del Centro. En marzo de 1939 se significó por su oposición al llamado golpe de Casado.
Detenido posteriormente por los casadistas, fue juzgado, condenado a muerte y fusilado junto al coronel Luis Barceló.